# Ардијано Алта (Форли-Чезена)
Ардијано Алта је насеље у Италији у округу Форли-Чезена, региону Емилија-Ромања.
Према процени из 2011. у насељу је живело 31 становника. Насеље се налази на надморској висини од 380 м.